# Herrenberg
Herrenberg kisváros Németország Baden-Württemberg tartományában, Stuttgarttól délre a böblingeni kerületben. Lakosságának száma 31 292, területe 65,71 km². A történelmi város jelentősége a 20. században fokozatosan csökkent, jelentőségét ma két multinacionális cég jelenléte adja, illetve az, hogy az S1 jelű stuttgarti elővárosi vasút végállomása.

## Fekvése
Stuttgarttól délre a Schönbuch lankás lejtőjén épült. Legmagasabb pontja a Dreiländereck 602 m, legalacsonyabb pontja a Gültstein városrészben 378 m. A település területén ered az Ammer, a Neckar bal oldali mellékfolyója, amely a város körül elterülő medence vizeit levezeti.

## Története
A mai település legrégebbi része Gültstein, amely már az őskorban is lakott volt, majd 769-ben említi az első oklevél. Herrenberg alapításáról nincs pontos adat, első említése egy oklevélben szerepel, amelyet Rudolf tübingeni herceg 1228-ban castrum nostrum herrenberc-ben keltezett, ekkor tehát már vár és hercegi rezidencia állt itt. 1278-ban már mint várost említik. Két évvel korábban kezdődik a templom építése. 1382-ben a város vásárlás útján Württemberg birtokába került, ekkorról származik az első latintanító említése is. 1400 körül alapították a város kórházát, 1439-ben jött létre a székeskáptalan. 1466-ban égett le első ízben a város, több mint 90 lakóház pusztult el. A templom végül 1519-ben készült el, másfél évtizeddel később azonban Württemberg részeként Herrenbergben is bevezették a reformációt. A káptalant feloszlatták, a templom evangélikus lett.
1525-ben a német parasztháború lázadói megszállták a várost, ám májusban csatát vesztettek itt. 1536-ban német iskolát alapították. 1542-ben pestisjárvány tizedelte a város lakosságát, 1571-ben éhínség pusztított. A harmincéves háború idején 1634-ben császári csapatok fosztották ki, a következő évben pedig újra leégett, ezúttal 280 ház esett a lángok áldozatául. 1649-ben adták át az új városházát. 1688-ban a franciák fosztogattak a városban. 1749-ben lebontották a templom gótikus tornyait, helyettük barokk hagymakupolát építettek. 1806-ban a városháza helyett újat építettek, a város pedig Oberamtsstadt rangra emelkedett. 1807-ben a várat eladták, ettől kezdve fokozatosan bontották le a falait. 1838-ban látott napvilágot az "Intelligenzblatt für den Oberamstbezirk Herrenberg" első kiadása, a következő évben a városban reáliskolát alapítottak. 1879-től haladt át a városon az első vasútvonal (Stuttgart-Freudenschaft). 1893-tól üzemelt a városi vízellátás, 1903-ban pedig a gázt is bevezették. 1931-ben épült az uszoda, 1936-ban a tornacsarnok. 1933-ban szentelték fel a Szt. József templomot.
1938-ban megszüntették Herrenberg önálló hivatalait, egyúttal a böblingeni járás része lett. 1960-ban jött létre az első testvérvárosi egyezség Herrenberg és a franciaországi Tarare között. 1965-től Affstätt is Herrenberghez tartozik. 1969-ben már 12 500 lakója volt. 1971-től újabb községeket csatoltak a városhoz: Haslach, Kayh, Kuppingen és Mönchberg (1971), Oberjesingen (1972), Gültstein (1975). 1976-tól a város csatlakozott az országos földgáz-, 1980-tól a Boden-tó vizét szállító hálózatra. Az 1970-es és 80-as években számos iskola jött létre, 1983-ban felavatták az IBM oktatási központját a város szélén. 1992-től a stuttgarti elővárosi vasút végállomása.

## Településrészek
Herrenberg közigazgatási egysége a következő településekből áll:
- Herrenberg: lakossága 14940 fő
- Affstätt: lakossága 1620 fő, főként földművesek. Első említése 1287-ből származik, 1965 óta Herrenberg része
- Gültstein: lakossága 3400 fő. Elsőként 769-ben említik, ezzel a környék legrégibb települése. Az Ammer völgyében fekszik, 1975 óta tartozik Herrenberghez
- Haslach: lakossága 1760 fő. Nevét 775-ben említi először oklevél. 1971-ben csatolták Herrenberghez
- Kayh: lakossága 1500 fő. A település 1190 körül jött létre, a bortermelésből sokáig nagy jólétben élt. 1971 óta Herrenberg városrésze
- Kuppingen: lakossága 4100 fő. Ottó császár egy oklevele említi elsőként 961-ben. 1314-ben lerombolták a várát, 1436 óta Württemberghez tartozik. 1971 óta Herrenberg része
- Mönchberg: lakossága 1020 fő. Herrenberggel egy időben jött létre. 1833-tól önálló település volt, míg 1971-ben Herrenberghez nem csatolták
- Oberjesingen: lakossága 2820 fő. 1314-ben említik először Oesingen néven. Később Uesingen, Üsingen, Yesingen és Üßingen alakban is előfordul. Mai névalakja nagyjából a harmincéves háború idejére alakult ki. Ma is álló temploma 1858-ban készült el. 1972 óta Herrenberg része

## Nevezetességei

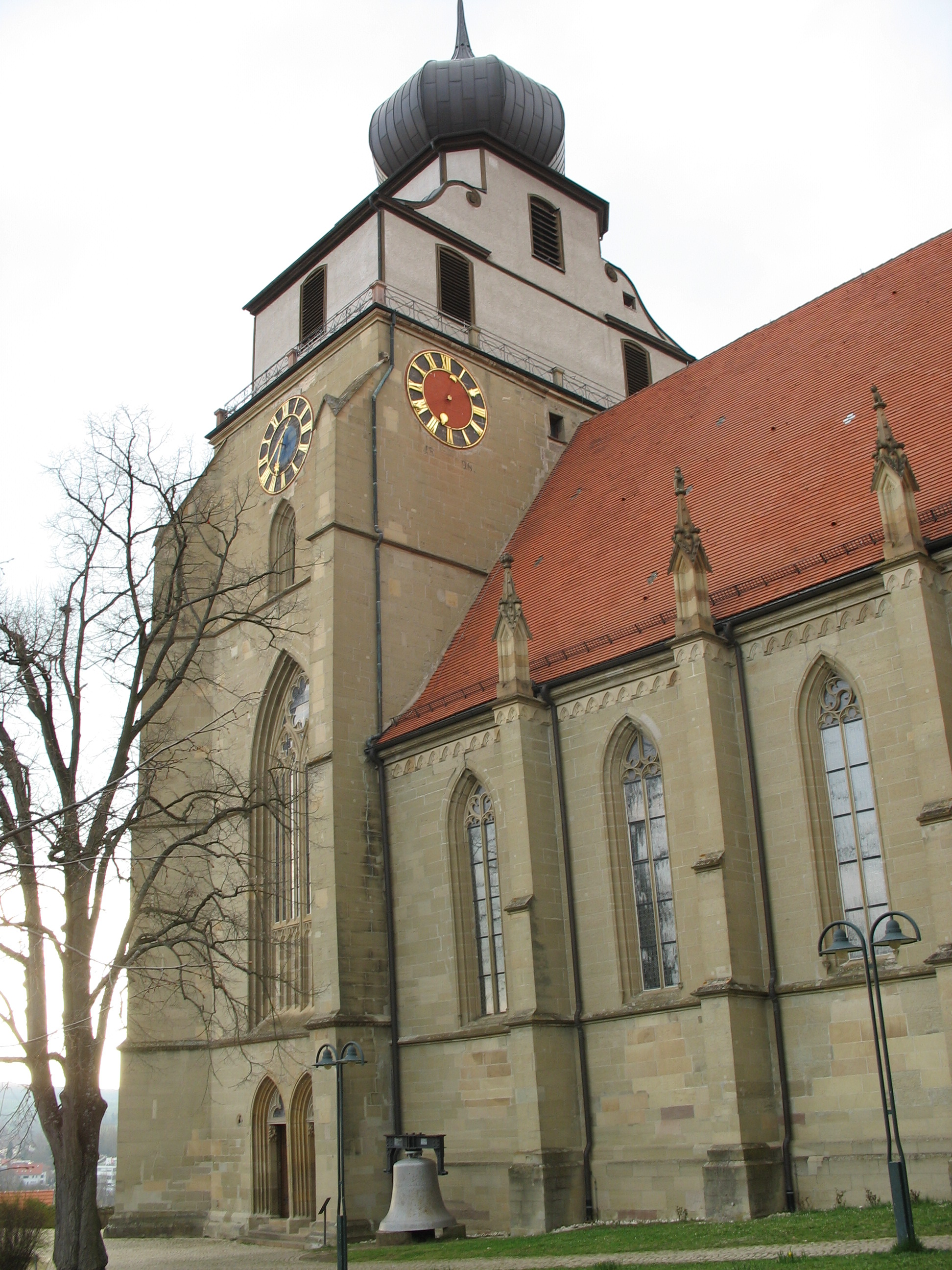
A Stiftskirche

### Stiftskirche
A Schönbuch nyúlványának oldalában áll a Stiftskirche. A 16. századig katolikus, azóta evangélikus templom 1276-tól kezdve majd háromszáz éven keresztül épült. A testes toronylábazat hamar elérte a harmadik szintjét, belekerült a rózsaablak, 1293-ban pedig elkészült a kórus is. Az eladósodott grófok 1382-ben a várost eladták Württembergnek, ekkor folytatódott az építés, és 1493-ra elkészült a templom. A 18. században az anyagukban megrongálódott gótikus tornyokat elbontották, helyette 1749-ben egyetlen barokk hagymakupolát helyeztek a homlokzatra.
A templom berendezésének legrégebbi darabja a keresztelőkád 1472-ből. 1504-ből való a gazdagon díszített szószék. A templom dísze volt évszázadokon keresztül a 8 táblás Herrenbergi oltár, Jerg Ratgeb alkotása (1518-1521), amelyet 1890-ben eladtak Stuttgartnak, jelenleg a Staatsgalerie-ben látható. A stallumok is az 1510-es évekből valók, 98 fafaragású alak díszíti őket. A protestáns átvételkor a templom oltárait eltávolították, helyettük festett fatáblák kerültek az épületbe. 1886 és 1890 között a templom teljesen új, neogótikus belsőt kapott. Ekkor állították be az új orgonát is. Az apszist azóta az eladott szárnyasoltár helyett Jakob Grünenwald Krisztus-képe díszíti. Az 1972 és 1982 között lezajlott átépítés során a hajó ismét világosabb színt kapott.
A toronyban található 1990 óta a Harangmúzeum, ahol több mint 30 harang látható. A templom áprilistól októberig 10 és 17, novembertől márciusig 10 és 16 óra között látogatható.

### Egyéb nevezetességei
A város további nevezetességei:

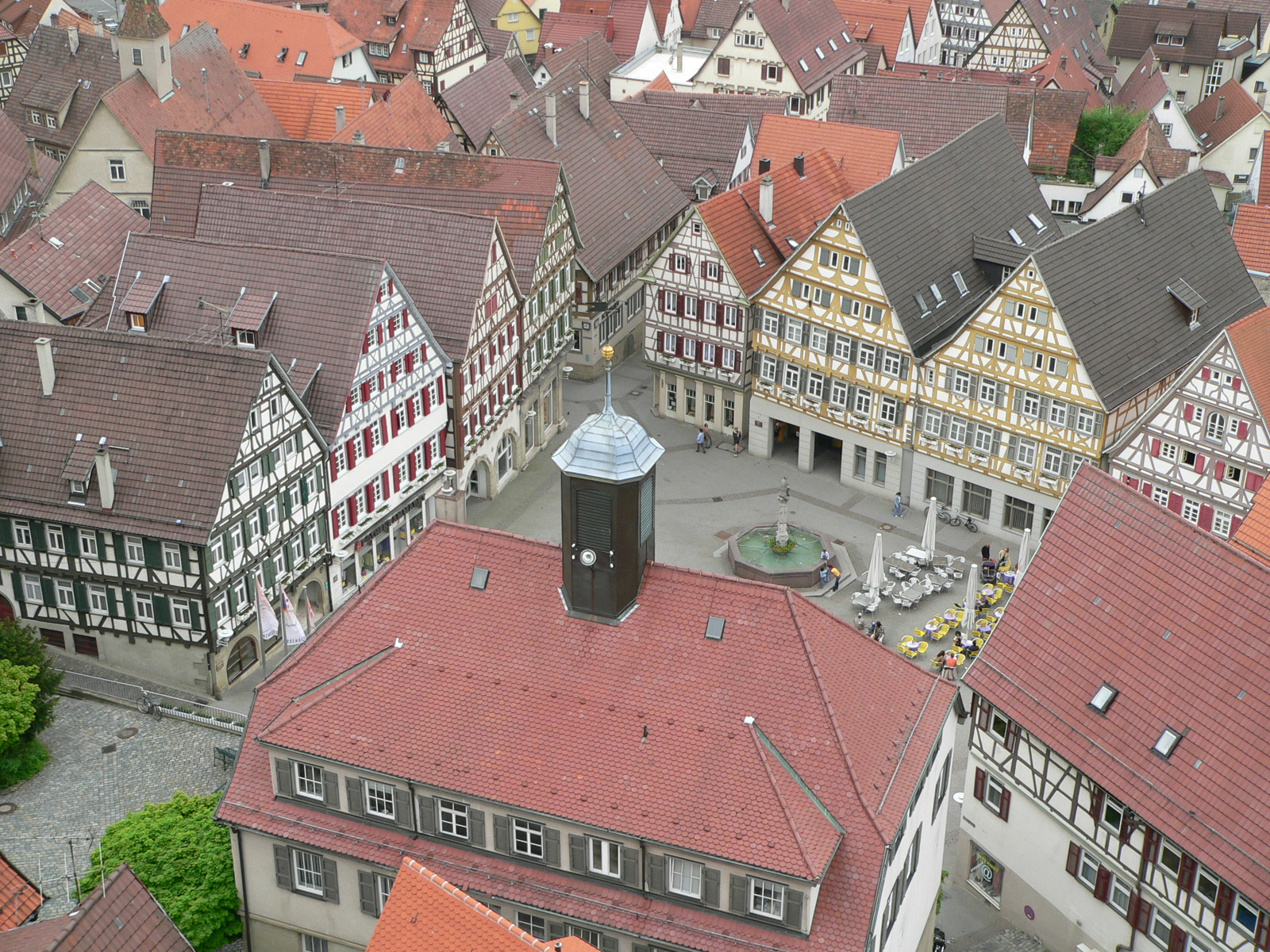
A Marktplatz, a város főtere

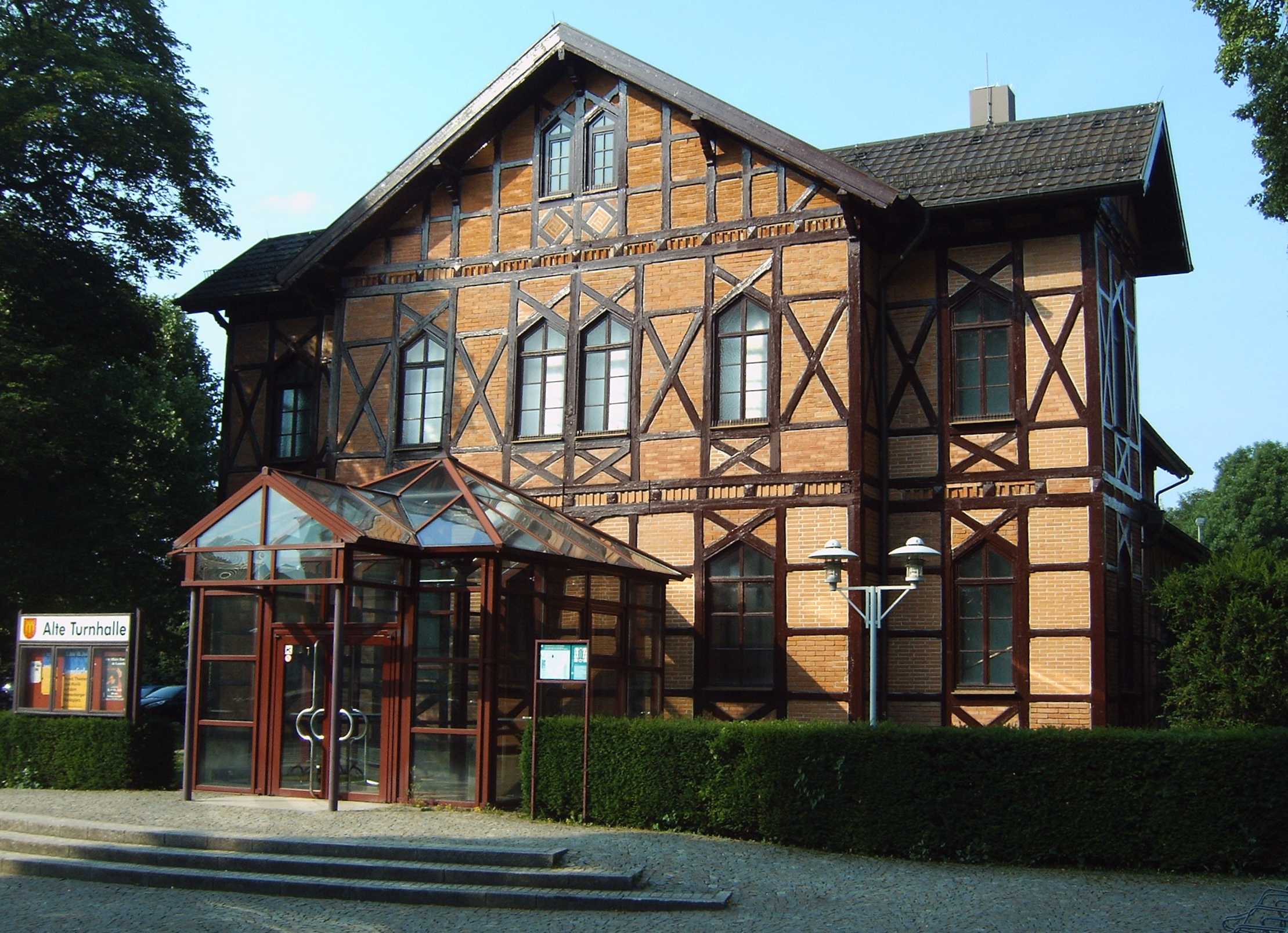
Alte Turnhalle

- Schönbuch regionális park: a 150 km²-es park Baden-Württemberg legrégebbi természetvédelmi területe, évente négymillió látogatót vonz
- Alte Turnhalle (1886): a város első tornacsarnoka volt
- Stuttgarter Straße és Tübinger Straße: az óváros fő utcái favázas házaikkal (Fachwerkhaus) híven őrzik a második tűzvész utáni városképet
- Markplatz: a város főterét 1276-ban említik először. Az óratornyos városháza 1806-ban épült. A tér a helyszíne a városi ünnepségeknek és a karácsonyi vásárnak is.
- Marktbrunnen: a piactér kútját 1347-ben említik először az oklevelek
- Oberamt: az egykori uradalmi pincészet helyén épült 1655-ben. 1759-től az Oberamt, 1930 és 1938 között a herrenbergi járás épülete volt.
- Spitalkirche: a hozzá tartozó kórházzal együtt magánadományból épült 1400 körül
- Városfal: a Schlossberg (várdomb) oldalában található falak eredete az 1200-as évekre, a városalapítás idejére nyúlik vissza. Az 1126 méter hosszú városfalból ma már csak 620 méter áll a domb oldalában illetve a város házai között, ebből azonban 250 méter ma is teljes magasságában, a gyilokjáróval együtt áll.
- Kilátótorony: az egyik lőportorony alapjain épült 1957-ben. A Schlossberg tetején álló toronyból gyönyörű kilátás nyílik a városra és a környékre egészen a Schwäbische Alb vonulatáig
- Arborétum: 1979 óta mutatja be a környék több mint 100 növényfaját

## Kultúra
A városban számos iskola, zeneiskola és egy könyvtár működik. Fontosak a város életében a helyi szervezetek is.

## Politika
A város polgármestere jelenleg Thomas Sprißler (Freie Wähler). A városi tanácsban 11 helyet a Freie Wähler, 10 helyet a CDU, 7 helyet az SPD, 6 helyet a Zöldek, 3 helyet a Frauenliste birtokol.

## Gazdaság
Három világcég, a GlaxoSmithKline, a Hewlett-Packard és az IBM is jelen van a városban, előbbi kettő egy-egy üzemet, utóbbi egy oktatóközpontot tart fenn itt.

## Közlekedés

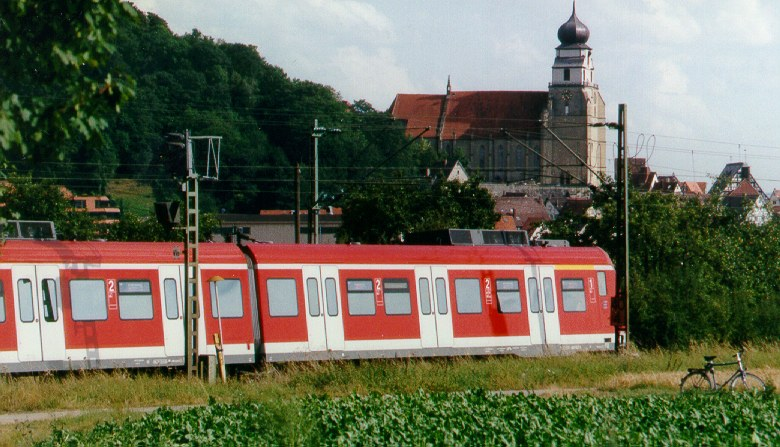
S-Bahn Herrenberg határában

### Távolsági közlekedés
A város a 81-es autópálya (Würzburg-Schaffhausen) mellett fekszik, Stuttgartnál halad el a kelet-nyugati 8-as számú autópálya is. Vasútállomásán megállnak az R7 (Stuttgart-Horb) vasútvonal és az Ammertalbahn (R73) járatai. Éjszakai buszjárata az N70 (Stuttgart-Bondorf). Regionális buszjáratai: 773 (Herrenberg-Calw), 774 (Herrenberg-Altensteig), 775 (Herrenberg-Wildberg), 783 (Herrenberg-Mönchberg), 790 (Herrenberg-Ergenzingen), 791 (Herrenberg-Entringen), 794 (Tailfingen-Herrenberg).

### Helyi közlekedés
A város a stuttgarti helyi közlekedés 68-as zónájához tartozik, az S1-es S-Bahn végállomása (Kirchheim-Herrenberg). Helyi autóbuszjáratai: 779 (körjárat a vasútállomásról Vogelsang-Alzental felé), 780 (uszoda-Schwarzwaldsiedlung), 781 (körjárat, vasútállomás-IBM), 782 (vasútállomás-Waldfriedhof).
A belvárosba csak a lakók hajthatnak be autóval, a vasútállomás környékén sok parkoló található.

## Sportélete
Baseballcsapata a Herrenberg Wanderers. A VfL Herrenberg 4600 tagjával a tartomány egyik jelentős sportegyesülete.

## Kapcsolódó oldalak

### Általános adatok
- Herrenberg időjárása (német nyelven). Wetter.com. (Hozzáférés: 2011. szeptember 21.)

### Szállások
- Hotel Restaurant Hasen (német nyelven). (Hozzáférés: 2011. szeptember 21.)
- Szállások Herrenbergben. Hotel.info. [2016. március 4-i dátummal az eredetiből archiválva]. (Hozzáférés: 2011. szeptember 21.)
- Szállások Herrenbergben. Booking.com. (Hozzáférés: 2011. szeptember 21.)

### Oktatási intézmények
- Schickhardt-Gymnasium Herrenberg (német nyelven). [2011. szeptember 26-i dátummal az eredetiből archiválva]. (Hozzáférés: 2011. szeptember 21.)
- Volkshochschule Herrenberg (német nyelven). (Hozzáférés: 2011. szeptember 21.)

### Társadalmi szervezetek
- Evangelischer Kirchenbezirk Herrenberg (német nyelven). (Hozzáférés: 2011. szeptember 21.)
- Evangelisches Jugendwerk Herrenberg (német nyelven). (Hozzáférés: 2011. szeptember 21.)
- Jugendhaus Herrenberg (német nyelven). (Hozzáférés: 2011. szeptember 21.)
- Katholische Kirchengemeinde Herrenberg (német nyelven). (Hozzáférés: 2011. szeptember 21.)
- Lebenshilfe Herrenberg (német nyelven). (Hozzáférés: 2011. szeptember 21.)

### Sportegyesületek
- Flugsportverein Herrenberg e.V. (német nyelven). (Hozzáférés: 2011. szeptember 21.)
- VfL Herrenberg (német nyelven). [2011. szeptember 27-i dátummal az eredetiből archiválva]. (Hozzáférés: 2011. szeptember 21.)